# Dirk Hess
Dirk Rüdiger Hess (geboren am 26. August 1945 in Magdeburg) ist ein deutscher Schriftsteller und Comicautor, bekannt vor allem durch seine Science-Fiction-Erzählungen aus dem Perry-Rhodan-Universum und als Texter der Perry-Rhodan-Comicserie Perry – Unser Mann im All.

## Leben
Nach dem Abitur machte Hess eine Lehre als Bankkaufmann, interessierte sich aber auch schon sehr für Science-Fiction und schrieb Storys und Artikel für SF-Fanzines, wodurch er in Kontakt mit K. H. Scheer kam und 1967 auf der von Hess mitorganisierten Frankfurt-Convention William Voltz kennenlernte, durch den er dazu kam, für die damals neu gestartete Perry-Rhodan-Subserie Atlan zwei Romane im Condos-Vasac-Unterzyklus zu schreiben. Er setzte diese Arbeit aber zunächst nicht fort, da er ein Psychologiestudium begonnen hatte. 1971 begann er dann, ab Nummer 47 die Texte für die Comicserie Perry – Unser Mann im All zu schreiben, was er bis zur Einstellung der Serie mit Band 129 1975 weiterführte.
1973 hatte Hess begonnen, weitere Atlan-Romane zu schreiben und schrieb außerdem unter den Pseudonymen Derek Chess und Derek van Cleef mehrere Horror-Heftromane für die Reihen Dämonenkiller und Vampir-Horror-Roman des Pabel Verlags. Auch als Comicautor begab er sich in das Horrorgenre und textete und übersetzte für die deutschen Ausgaben der Vampirella-Comics und die Reihe der Vampir-Comics, in der Übersetzungen der amerikanischen Reihen Creepy, Eerie und Vampirella des Warren-Verlages erschienen. Neben diesen übersetzte er große Teile des Comic-Programms von Bastei und für Ehapa 25 Jahre lang Micky Maus, Roter Blitz (die deutsche Version von The Flash) und die Star-Wars-Comics.

## Bibliografie
Atlan (Heftromanserie)
- 21 Attacke der Saurier
- 25 Menschenjagd auf Lepso
- 126 Der Bio-Parasit
- 140 Laboratorium des Satans
- 150 Die Göttin und der Barbar
- 160 Feldzug der Seelenlosen
- 168 Die Todesmelodie
- 177 Apokalypse für Glaathan
- 187 Duell der Zwerge
- 198 Planet der Zombies
- 210 Die Hexe von Yarden
- 221 Duell auf der Totenwelt
- 230 Das Psycho-Komplott
- 237 Hexenkessel der Transmitter
- 240 Sklaven aus der Retorte
- 252 Hetzjagd Im Blauen System
- 253 Land des Vergessens

Dämonenkiller (Heftromanserie, unter dem Pseudonym Derek Chess)
- 80 Befehle aus dem Jenseits
- 90 Die Totenwache
- 101 Das Narbengesicht
- 105 Der Leichenfledderer
- 111 Das Spukschloß

Vampir-Horror-Roman (Heftromanserie, unter dem Pseudonym Derek Chess)
- 152 Alptraum in der Geisterstadt
- 255 Die Rache des Monko

weitere Heftromane
- als Derek Chess: Spion für Terra. Zauberkreis Science Fiction #110, 1971.
- Rebellion der Vergessenen. Terra Astra #246, 1976.
- als Derek van Cleef: Apokalypse 2000. Gemini Science Fiction #39. 1977.